# Râul Valea Negrului
Râul Valea Negrului este un curs de apă, singurul afluent de stal râului Herja, care este un afluent de dreapta, al 59-lea, al râului Mureș. 

## Geografie
Râul Valea Negrului nu are afluenți semnificativi și nici nu trece prin nicio localitate. 

## Hărți
- Harta Munții Apuseni
- Harta Județul Alba
- Harta Munții Trascău  Arhivat în 11 octombrie 2008, la Wayback Machine.